# 게이 타임스

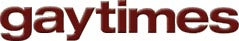

게이 타임스(Gay Times, GT)는 게이와 양성애자 남성을 위한 영국의 게이 잡지이다.

## 같이 보기
- 애티튜드 (잡지)